# Opel 4/8 PS "Doktorwagen"
La 4/8 PS era un'autovettura di fascia bassa prodotta dal 1909 al 1910 dalla Casa automobilistica tedesca Opel.

## Profilo e storia
Alla fine degli anni '900, la Opel si rese conto che occorreva un tipo di vettura adatta a particolari categorie lavorative, come i medici, i veterinari e gli avvocati. In particolare, i medici svolgevano, allora come anche oggigiorno, una professione in cui era spesso necessaria una certa tempestività nei soccorsi e le strade europee di allora lasciavano spesso a desiderare quanto a manutenzione. Ciò si traduceva con il rischio, per una vettura, di rimanere impantanata o comunque di non riuscire ad affrontare una strada di campagna. Ciò era inammissibile per un medico: certi inconvenienti potevano costare la vita ad un paziente in attesa del medico stesso.

Ci voleva pertanto una vettura robusta, molto affidabile ed economica al tempo stesso. Nel 1909 fu realizzata così la 4/8 PS, che venne presentata come l'auto ideale per medici, veterinari, avvocati e chiunque esercitasse una professione in cui si trovava spesso ad utilizzare una vettura.

Per questi motivi, la vettura divenne anche popolare con il soprannome di "Doktorwagen".

La 4/8 PS era equipaggiata da un motore a 4 cilindri in linea da 1029 cm³, in grado di erogare una potenza massima di 8 CV, non molti, ma sufficienti a spingere la vettura ad una velocità massima di circa 50 km/h, un buon valore per i tempi, reso possibile anche dal ridotto peso della vettura, che comunque era disponibile sia come phaeton a due o tre posti, sia nella più massiccia variante landaulet, peraltro anche più costosa.

La Doktorwagen raggiunse una gran popolarità ed un gran successo, ma già nel 1910 si decise di pensionarla, per sostituirla l'anno stesso con la 5/10 PS, capostipite delle più note 5/12 Puppchen.